# Bernard Lacoste
Bernard Lacoste (Paris, 22 de junho de 1931 — Paris, 21 de março de 2006) foi um empresário e estilista francês.

## Biografia
Filho de René Lacoste, fundador da marca Lacoste, graduou-se na Universidade de Princeton, nos Estados Unidos.
Herdeiro da empresa de seu pai, Lacoste transferiu a administração para seu irmão Michel Lacoste em 2005, devido a problemas de saúde, vindo a falecer meses depois, aos 74 anos de idade.